# Winston Vallenilla Carreyó
Winston Vallenilla Carreyó (Carúpano, 3 de agosto de 1943-Caracas, 14 de enero de 2024) fue un locutor de radio y televisión venezolano, conocido por haber sido el locutor principal del canal Venevisión desde 1964 hasta 2017, además de ser el padre del actor y presentador Winston Vallenilla.
Desde junio de 2018 hasta su fallecimiento, pasó a formar parte de la Televisora Venezolana Social (TVES) y fue conductor del programa Biografías, emitido en el mismo canal.

## Carrera artística
Se inició como animador de televisión en el canal Venevisión. Debido al auge de la presencia de la juventud y la música en la TV Venevisión propone un programa llamado "Ritmo y Juventud" en 1962, el cual era conducido por su hermano Franklin Vallenilla, junto a Edgar  Jiménez , Alfonzo Álvarez Gallardo, Luis Turmero entre otros.
En 1964 recibe una invitación al programa que le hizo su hermano Franklin, que era en ese entonces una gran estrella de Venevisión. Tras la entrevista el gerente general, Enrique Cuzcó, decidió que era la persona apropiada para animar un nuevo programa que salía por Tele 13, canal que transmitía desde Valencia. Para esta televisora condujo tres programas, "Al Compás de lo Nuevo", y "Hollywood A Go Go", entre otros. Posteriormente, anima por siete años "Ritmo y Juventud", otro espacio que se llamaba "Juventud y Folklore", y especiales de la planta con artistas internacionales. 
Luego de algunos años conduciendo el programa, pasó a ser la voz oficial del canal desde 1964 hasta 2017.También se desempeñaba como locutor comercial.
Su hermano William Vallenilla también es locutor y fue la voz oficial de Venezolana de Televisión entre 1970 y 1991 y su colega Carlos Eduardo Ball con quien compartió promos fue locutor y fue la voz oficial que identificó a Venevisión entre 1969 y 1993.
Falleció el 14 de enero de 2024 a los 80 años.

## Frases famosas
- En su Cine Millonario
- ¡Por Venevisión!
- Televisión con clase
- Venevisión, primer lugar de sintonía nacional